# Bugle

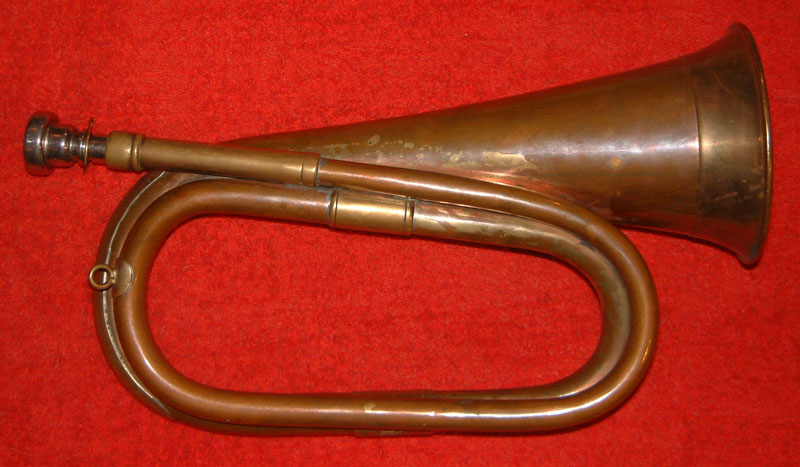
Un bugle in Si♭

Il bugle (pronuncia: ['bju:gl]) è il più semplice degli ottoni.
È essenzialmente una piccola tromba naturale senza pistoni. Il controllo delle note avviene mediante la variazione della pressione e della frequenza di vibrazione delle labbra del musicista, dato che non c'è nessun meccanismo per controllarle: di conseguenza le note sono limitate ad una serie di armonici.
La cornetta è erroneamente considerata la versione "con pistoni" del bugle anche se è derivata dal corno postale.
Esistono anche versioni di bugle che anziché cilindri o pistoni utilizzano le chiavi.
Il bugle è stato utilizzato principalmente nell'esercito (per dare i comandi) e nei drum and bugle corps; proprio in questo genere di gruppi musicali il bugle si è evoluto, trasformandosi in uno strumento più "completo" con l'aggiunta prima di un cilindro, poi di un pistone e un cilindro insieme, due pistoni ed infine la forma attuale a tre pistoni.
Nel XIX secolo si è affermato il bugle con pistoni e cilindri. I bugle a cilindri furono inventati in Inghilterra con il design denominato Royal Kent bugle progettato da Joseph Halliday nel 1811.
Questo tipo di bugle divenne molto diffuso e fu molto utilizzato fino al 1850 circa (ad esempio) in composizioni di Richard Willis, divenuto poi direttore della United States Military Academy Band di West Point.
Questa variante del bugle cadde in disuso con l'avvento della cornetta.
Nei drum and bugle corps, che sono nati dall'acquisto di tali strumenti ormai obsoleti (per l'avvento della radio) e venduti dall'esercito, questi strumenti erano intonati in sol.
Fino al 2000 i bugle in sol a tre pistoni (di varie forme e dimensioni) erano gli unici strumenti ammessi nelle competizioni dei drum and bugle corps.
In altre parti del mondo possono essere trovati bugle in Si♭ o in Mi♭.